# 科林·伊格斯菲德
科林·伊格斯菲德（Colin Egglesfield）是美國的一位演員。他最著名的作品是在我的孩子們中出演Josh Madden角色以及在CW電視劇新飛躍情海中出演Auggie Kirkpatrick。

## 外部連結
- 官方网站
- 科林·伊格斯菲德在互联网电影资料库（IMDb）上的資料（英文）